# Anomis sumatrana
Anomis sumatrana là một loài bướm đêm trong họ Erebidae.